# Говерла (село)
Гове́рла — село в Богданській сільській громаді Рахівського району Закарпатської області України.
Перша письмова згадка — 1864 рік.
Назви села в різних історичних джерелах за роками: 1799 — Hoverlye, Hoverla, 1863 — Howerla, Howerla Klause, 1913 — Hoverla, 1944 — Hoverla, Говерла, 1983 — Говерла.

## Населення
Згідно з переписом УРСР 1989 року чисельність наявного населення села становила 333 особи, з яких 160 чоловіків та 173 жінки.
За переписом населення України 2001 року в селі мешкало 380 осіб.

### Мова
Розподіл населення за рідною мовою за даними перепису 2001 року:
| Мова       | Відсоток |
| ---------- | -------- |
| українська | 99,21 %  |
| російська  | 0,53 %   |
| словацька  | 0,26 %   |

## Туристичні місця
- Неподалік від села розташована ботанічна пам'ятка природи Тис ягідний.

- Чорногірський масив (зокрема гора Піп Іван та Говерла)